# Hermann Buddensieg
Hermann Karl Robert Buddensieg (ur. 3 czerwca 1893 w Eisenach, zm. 12 grudnia 1976 w Heidelbergu) – niemiecki pisarz i tłumacz.

## Życiorys
Po ukończeniu gimnazjum humanistycznego w Eisenach rozpoczął 1913 studia prawnicze i politologiczne na uniwersytetach w Monachium, Jenie i Heidelbergu, gdzie uzyskał w roku 1920 doktorat z filozofii. Zmobilizowany w okresie I wojny światowej został w roku 1918 ciężko ranny, czego skutki odczuwał do końca życia.
Do roku 1934 wydał 5 książek na tematy społeczno-polityczne. Od roku 1946 zajął się nauką o literaturze i własną twórczością literacką.
Początkowo zajmował się literaturą niemiecką XIX w., szczególnie twórczością Goethego. Rozpatrując spotkanie Goethego z Mickiewiczem w Weimarze zainteresował się literaturą polską. W roku 1959 uczestniczył wraz z innymi tłumaczami w zbiorze tłumaczeń poezji Słowackiego. W roku 1955 uczestniczył w Warszawie w uroczystościach z okazji stulecia śmierci Mickiewicza. Za namową Mieczysława Jastruna przetłumaczył nierymowanym niemieckim heksametrem „Pana Tadeusza”. Było to piąte z kolei tłumaczenie tego polskiego poematu na język niemiecki. Buddensieg tłumaczył też dzieła autorów litewskojęzycznych: Kristijonasa Donelaitisa, Antoniego Baranowskiego i in., a także gruziński epos narodowy „Rycerza w tygrysiej skórze” Szoty Rustawelego.
Od roku 1956 do końca życia trzy razy do roku wydawał periodyk „Mickiewicz-Blätter”.
W roku 1968 otrzymał doktorat honoris causa Uniwersytetu Poznańskiego.